# Delroy Scott
Delroy Scott (Kingston; 22 de enero de 1947-Florida; 24 de julio de 2018) fue un futbolista y entrenador jamaiquino.
Se convirtió en director técnico de la selección de Jamaica reemplazando a Allie McNab en mayo de 1987 y ocupó el cargo hasta febrero de 1988.

## Trayectoria
Comenzó su carrera en el Cavalier SC en 1964. En 1967, se unió al Atlanta Chiefs de la NASL y jugó 21 partidos con el club.
La siguiente temporada, ganó el título y anotó un gol en el partido de vuelta de la final contra San Diego Toros. Regresó en 1970 al club de su país con el que ganó la Liga Premier de Jamaica 1980-81 y jugó hasta 1982.

## Clubes
| Club           | País           | Año       |
| -------------- | -------------- | --------- |
| Cavalier       | Jamaica        | 1964-1966 |
| Atlanta Chiefs | Estados Unidos | 1967-1970 |
| Cavalier       | Jamaica        | 1970-1982 |

## Palmarés

### Títulos nacionales
| Título                       | Equipo         | País           | Año     |
| ---------------------------- | -------------- | -------------- | ------- |
| North American Soccer League | Atlanta Chiefs | Estados Unidos | 1968    |
| Liga Premier Nacional        | Cavalier       | Jamaica        | 1980-81 |